# 阿卜杜劳沙格
40°03′28″N 46°12′27″E / 40.05778°N 46.20750°E
阿卜杜劳沙格，阿塞拜疆共和国克尔巴贾尔区的一个村庄。